# Verordnung (EU) Nr. 223/2014 (Europäischer Hilfsfonds)
Die Verordnung über den Europäischen Hilfsfonds (auch: EHAP-Verordnung oder EHAP-Grundverordnung) regelt die Schaffung eines Europäischen Hilfsfonds für die am stärksten benachteiligten Personen (…) für den Zeitraum 1. Januar 2014 bis 31. Dezember 2020 und die Ziele des Fonds, der Umfang der Hilfeleistung, die verfügbaren Finanzmittel und deren Zuteilung je Mitgliedstaat sowie die erforderlichen Regeln (…), mit denen die Wirksamkeit und die Effizienz des Fonds gewährleistet werden sollen (Artikel 1 der EHAP-Verordnung).

## Gründe für die EHAP-Verordnung
Mit der Strategie Europa 2020 haben sich die Unionsmitgliedstaaten zum Ziel gesetzt, bis 2020 die Zahl der armutsgefährdeten und von sozialer Ausgrenzung bedrohten Menschen um mindestens 20 Millionen Menschen zu verringern. Seit der Banken-, Finanz- und Wirtschaftskrise 2007 ist die Zahl der armutsgefährdeten Personen oder solcher, denen soziale Ausgrenzung droht, in der Europäischen Union erheblich angestiegen.

## Ziele der EHAP-Verordnung
Ziel des Fonds ist die Stärkung des sozialen Zusammenhalts; er ist ein Beitrag zur Reduzierung – und letztlich zur Beseitigung der schlimmsten Formen – der Armut in der Union, indem nationale Programme für nichtfinanzielle Hilfen gefördert werden, um Nahrungsmangel und erhebliche materielle Entbehrung zu lindern und/oder zur sozialen Inklusion der am stärksten benachteiligten Personen beizutragen. Mit dem Fonds sollten die Formen extremer Armut gelindert werden, die am stärksten zur sozialen Ausgrenzung beitragen, beispielsweise Obdachlosigkeit, Kinderarmut und Nahrungsmangel. Mit dem Europäischen Hilfsfonds soll auch die soziale Inklusion begünstigt und soweit möglich Armut in der EU beseitigt werden (siehe auch die Europa 2020-Ziele).
Eines der Hauptziele des Wirtschaftsprogramms Europa 2020 ist es, die Anzahl der armutsgefährdeten und von sozialer Ausgrenzung bedrohten Personen um mindestens 20 Millionen zu verringern (Artikel 3 Abs. 1 EHAP-Verordnung).
Dabei ist der Europäische Hilfsfonds nicht als Ersatz für öffentliche Maßnahmen der Mitgliedstaaten zur Bekämpfung von Armut und sozialer Ausgrenzung gedacht, und vor allem soll er kein Ersatz für Maßnahmen sein, die notwendig sind, um die Marginalisierung schutzbedürftiger und einkommensschwacher Gruppen abzuwenden und einer Erhöhung des Risikos von Armut und sozialer Ausgrenzung entgegenzuwirken.

## Rechtliche Grundlage
Die Verordnung über den Europäischen Hilfsfonds stützt sich insbesondere auf Artikel 2 und 6 EUV sowie 174 und 175 Abs. 3 AEUV und wird durch Delegierte Verordnungen der Europäischen Kommission ergänzt.
- In Artikel 2 EUV betont: Die Werte, auf die sich die Union gründet, sind die Achtung der Menschenwürde, Freiheit, Demokratie, Gleichheit, Rechtsstaatlichkeit und die Wahrung der Menschenrechte einschließlich der Rechte der Personen, die Minderheiten angehören,
- Artikel 6 EUV sieht vor, dass die Union die Rechte, Freiheiten und Grundsätze an, die in der Charta der Grundrechte der Europäischen Union vom 7. Dezember 2000 in der am 12. Dezember 2007 in Straßburg angepassten Fassung niedergelegt sind, anerkennt,
- Artikel 174 AEUV normiert, dass die Union weiterhin ihre Politik zur Stärkung ihres wirtschaftlichen, sozialen und territorialen Zusammenhalts, um eine harmonische Entwicklung der Union als Ganzes fördern wird,
- Artikel 175 AEUV konkretisiert, dass die Unionsmitgliedstaaten ihre Wirtschaftspolitik in der Weise führen und koordinieren, dass auch die in Artikel 174 genannten Ziele erreicht werden. Die Festlegung und Durchführung der Politiken und Aktionen der Union sowie die Errichtung des Binnenmarkts berücksichtigen die Ziele des Artikels 174 und tragen zu deren Verwirklichung bei.[7]

## Aufbau und Inhalt der Verordnung
- TITEL I ALLGEMEINE BESTIMMUNGEN
  -     - Artikel 1 Gegenstand und Ziel
    - Artikel 2 Begriffsbestimmungen
    - Artikel 3 Ziele
    - Artikel 4 Umfang der Unterstützung
    - Artikel 5 Grundsätze
- TITEL II RESSOURCEN UND PLANUNG
  -     - Artikel 6 Gesamtmittel
    - Artikel 7 Operationelle Programme
    - Artikel 8 Annahme der operationellen Programme
    - Artikel 9 Änderungen operationeller Programme
    - Artikel 10 Austausch bewährter Verfahren
- TITEL III BEGLEITUNG UND EVALUIERUNG, INFORMATION UND KOMMUNIKATION
  -     - Artikel 11 Ausschuss zur Begleitung eines OP II
    - Artikel 12 Aufgaben des Ausschusses zur Begleitung eines OP II
    - Artikel 13 Durchführungsberichte und Indikatoren
    - Artikel 14 Treffen zur Überprüfung
    - Artikel 15 Allgemeine Vorschriften zur
    - Artikel 16 Ex-ante-Evaluierung
    - Artikel 17 Evaluierung im Programmplanungszeitraum
    - Artikel 18 Ex-post-Evaluierung
    - Artikel 19 Information und Kommunikation
- TITEL IV FINANZIELLE UNTERSTÜTZUNG AUS DEM FONDS
  -     - Artikel 20 Kofinanzierung
    - Artikel 21 Höhere Zahlungen für Mitgliedstaaten mit vorübergehenden Haushaltsschwierigkeiten
    - Artikel 22 Förderzeitraum
    - Artikel 23 Förderungsfähige Vorhaben
    - Artikel 24 Formen der Unterstützung
    - Artikel 25 Finanzhilfearten
    - Artikel 26 Förderungsfähigkeit von Ausgaben
    - Artikel 27 Technische Hilfe
    - Artikel 28 Allgemeine Grundsätze für Verwaltungs- und Kontrollsysteme
    - Artikel 29 Zuständigkeiten im Rahmen der geteilten Mittelverwaltung
    - Artikel 30 Zuständigkeiten der Mitgliedstaaten
    - Artikel 31 Benennung von Behörden
    - Artikel 32 Aufgaben der Verwaltungsbehörde
    - Artikel 33 Aufgaben der Bescheinigungsbehörde
    - Artikel 34 Aufgaben der Prüfbehörde
    - Artikel 35 Verfahren für die Benennung der Verwaltungsbehörde und der Bescheinigungsbehörde
    - Artikel 36 Befugnisse und Zuständigkeiten der Kommission
    - Artikel 37 Zusammenarbeit mit den Prüfbehörden

  - KAPITEL 1 Finanzmanagement
    - Artikel 38 Mittelbindungen
    - Artikel 39 Zahlungen durch die Kommission
    - Artikel 40 Zwischenzahlungen und Zahlung des Restbetrags durch die Kommission
    - Artikel 41 Zahlungsanträge
    - Artikel 42 Zahlungen an Empfängereinrichtungen
    - Artikel 43 Verwendung des Euro
    - Artikel 44 Zahlung und Verbuchung des Vorschusses
    - Artikel 45 Einreichfrist für die Beantragung von Zwischenzahlungen und für deren Auszahlung
    - Artikel 46 Unterbrechung der Zahlungsfrist
    - Artikel 47 Aussetzung von Zahlungen

  - KAPITEL 2 Rechnungslegung sowie deren Prüfung und Annahme sowie Abschluss der operationellen Programme
    - Artikel 48 Einreichung von Informationen
    - Artikel 49 Rechnungslegung
    - Artikel 50 Rechnungsprüfung und Rechnungsannahme
    - Artikel 51 Verfügbarkeit von Dokumenten
    - Artikel 52 Vorlage der Abschlussdokumente und Restzahlung

  - KAPITEL 3 Finanzielle Berichtigungen und Wiedereinziehungen
    - Artikel 53 Finanzielle Berichtigungen durch die Mitgliedstaaten
    - Artikel 54 Finanzielle Berichtigungen durch die Kommission
    - Artikel 55 Kriterien für finanzielle Berichtigungen durch die Kommission
    - Artikel 56 Verfahren für finanzielle Berichtigungen durch die Kommission
    - Artikel 57 Rückzahlungen
    - Artikel 58 Angemessene Kontrolle operationeller Programme

  - KAPITEL 4 Aufhebung der Mittelbindung
    - Artikel 59 Aufhebung der Mittelbindung
    - Artikel 60 Ausnahmen von der Aufhebung der Mittelbindung
    - Artikel 61 Verfahren
- TITEL VII BEFUGNISÜBERTRAGUNGEN, DURCHFÜHRUNGS-, ÜBERGANGS- UND SCHLUSSBESTIMMUNGEN
  -     - Artikel 62 Ausübung der Befugnisübertragung
    - Artikel 63 Ausschussverfahren
    - Artikel 64 Inkrafttreten
- ANHANG I MUSTER FÜR DAS OPERATIONELLE PROGRAMM
- ANHANG II Jährliche Aufteilung der Mittel für Verpflichtungen für den Zeitraum 2014–2020 (in Preisen von 2011)
- ANHANG III Je Mitgliedstaat zugewiesene Mittel aus dem Fonds für den Zeitraum 2014–2020 (in Preisen von 2011)
- ANHANG IV Kriterien für die Benennung der Verwaltungs- und der Bescheinigungsbehörde

## Unterzeichnung, Inkrafttreten, Geltung
Die EHAP-Verordnung wurde am 11. März 2014 in Straßburg rechtsgültig unterzeichnet.
Die Verordnung trat am Tag ihrer Veröffentlichung im Amtsblatt der Europäischen Union in Kraft (12. März 2014). Sie gilt seit dem 1. Januar 2014 und ist in allen ihren Teilen verbindlich und gilt unmittelbar in jedem Mitgliedstaat (Artikel 64 EHAP-Verordnung).